# Now, Now
Now, Now, ehemals Now, Now Every Children ist eine Indie/Alternative-Band aus Minneapolis, Minnesota.

## Werdegang
Cacie Dalager (Gesang, Gitarre) und Brad Hale (Schlagzeug) kennen sich aus der Blaskapelle ihrer Highschool und machen seit 2006 gemeinsam Musik.
Im Jahr 2007 nahmen die beiden unter dem US-amerikanischen Independent-Label Afternoon Records ihre erste EP mit dem Titel Not One, But Two auf, kurze Zeit später folgte die zweite EP In The City. Dies führte dazu, dass die Band beim Musikportal Paramorefans.com zur Band des Monats ernannt wurden, was dem Duo erste Bekanntheit einbrachte.
Now, Now Every Children spielten – obwohl die beiden Bandmitglieder noch zur Highschool gingen – bereits eine Tournee im Norden und Westen der Vereinigten Staaten und spielten dabei als Vorbands von Mates of State und The Rosebuds. 2009 brachte sie dann ihr erstes Studioalbum heraus, das unter anderem drei neu aufgenommene Lieder der beiden vorherigen EPs enthält, im gleichen Jahr wurde die Band von Jess Abbott (Gitarre, Gesang) zum Trio komplettiert. In Deutschland wurde die CD unter dem Label Tapete Records veröffentlicht.
Im Dezember 2009 spielten Now, Now Every Children mit den Bands Paper Route und You Me at Six als Vorgruppe der Band Paramore.
2010 verließen sie ihr Label Afternoon Records und brachten ihre EP "Neighbors" heraus, die auf 140 Stück limitiert war, nun allerdings unter dem gekürzten Namen "Now, Now".
2012 folgte das zweite Studioalbum "Threads" bei Trans Records, dem Label von Death Cab for Cutie's Gitarristen und Produzenten Chris Walla. Anschließend spielte die Band Support-Shows für The Naked and Famous und fun.
Nach langer Pause veröffentlichte die Band 2017 die Musikvideos zu "SGL", "Yours" und "AZ" auf ihrem YouTube Channel. Diese Songs waren auch später auf ihrem Album "Saved" vertreten, welches 2018 erschien. Die Sängerin und Gitarristin Jess Abott hatte allerdings zuvor die Band aufgrund von Meinungsverschiedenheiten verlassen und startete ihr eigenes Projekt Tancred.

## Diskographie

### Studioalben
- Cars, 2008 – Afternoon Records
- Threads, 2012 – Trans Records
- Saved, 2018 – Lab Records

### EPs
- Not One, But Two (2008) – Afternoon Records
- In The City (2008) – Afternoon Records
- Neighbors (2010) – No Sleep Records
- Neighbors: The Remixes (2011) – No Sleep Records
- Dead Oaks (2012) – Trans Records

### Musikvideos
- "Thread" (2012)
- "SGL" (2017)
- "Yours" (2017)
- "AZ" (2018)
- "MJ" (2018)
- "Enda" (2019)